# Mughalská říše
Mughalská říše, někdy též Mogulská říše (urdsky مغلیہ سلطنت‎, Muġliyā Salṭanat; persky گورکانیان‎, Gūrkāniyān; hindsky दौलत-इ हिंदुस्तान मुग़ल, Daulat-i Hindustān Muġal, turkicky Babür İmparatorluğu) nebo říše Velkých Mughalů (Mogulů), byl v letech 1526–1858 turkický státní útvar na území Indického subkontinentu. Základy říše položil Bábur, vládce Kábulu. V bitvě u Pánípatu v roce 1526 porazil posledního dillíského sultána Ibráhima Lódího, čímž se mu otevřela cesta do Dillí a Ágry, budoucích center mughalského impéria. Báburův syn Humájún nadále pacifikoval sever Indie, rozsáhlá teritoriální expanze nastala za třetího mughalského císaře Akbara (vládl 1556–1605), který rozšířil říši od Gudžarátu po Bengálsko a Dakšin. Za Akbarovy vlády nastal rozkvět literatury, architektury, výtvarného umění i hudby. Jeho nástupci Džahángír a Šáhdžahán dále rozšiřovali a upevňovali stabilitu říše.
S nástupem Aurangzéba na císařský trůn začal proces postupné ztráty stability a decentralizace říše. Souviselo to mj. s Aurangzébovou násilnou islamizací země, která kontrastovala s dosavadní náboženskou tolerancí Mughalů vůči neislámským tradicím. Uvnitř říše se začala formulovat lidová hnutí se silně protimughalskými postoji. Významnými odpůrci Mughalů byli zejména Džátové, Maráthové a sikhové. Ve druhé polovině 18. století mughalská říše ztratila postavení nejmocnější říše Indického poloostrova a s příchodem 19. století se stala loutkovým státem Britské říše. Posledním mughalským císařem byl Bahádur Šáh II., jehož čistě formální postavení bylo ukončeno v roce 1858 potlačením velkého indického povstání.
V čele mughalské říše stál císař, který měl v rámci řízení státu rozhodující slovo. Říše byla rozdělena do provincií, v jejichž čele stál místodržící (súbédár). Ten měl pod sebou správce okresů, nejnižší správní jednotkou byla vesnice v čele se starostou. Základ ekonomiky státu tvořili rolníci, kteří do státní pokladny odváděli jednu třetinu (později polovinu a více) úrody. Nejčastější formou držení půdy byl džagír, tzn. státem dočasně propůjčená půda, která sloužila jako forma odměny za službu v armádě; držiteli džagíru (džágirdárovi) byly z této půdy odváděny výnosy. Základní měnou Mughalů byla rupie. V mughalské říši se čile obchodovalo, kupci putovali karavanními i námořními cestami do okolních států i vzdálenějších zemí Afriky a Evropy. V mughalské říši vznikl sikhismus, dařilo se i dalším, hlavně lidovým náboženským hnutím vycházejících z islámu i hinduismu.

## Historie

### Zrod mughalského impéria

#### Bábur a jeho tažení
Zakladatelem Mughalské říše byl Bábur Zahíruddín Muhammad, v páté generaci potomek turkického dobyvatele Tamerlána a ve čtrnácté generaci potomek Čingischána. Báburův otec, Umar Šajch Mírza, byl vladařem Ferghány s centrem v Andižanu v dnešním východním Uzbekistánu. Když v roce 1494 zemřel, Bábur se ve svých 11 letech chopil vlády a již o dva roky později stál v čele vojenské výpravy proti Samarkandu, který byl v držení Uzbeků. Bábur nejenže neuspěl, ale během výpravy přišel i o rodný Andižan. Po několika potyčkách s okolními vládci se Bábur léta potloukal středoasijskými pouštěmi jen s několika stovkami nejvěrnějších vojáků. V roce 1504 se vydal dobýt Kábul, což se mu nakonec podařilo a rychle dokázal svou moc nad městem i přilehlými oblastmi upevnit. Pokusil se znovu dobýt Samarkand, avšak po třech neúspěšných výpravách namířil své ambice opačným směrem: k Indii.
Bábur si byl vědom toho, že říše na severu Indie mají početnější armády, než je ta jeho. Používal typickou taktiku kočovných národů založenou na rychlých a opakovaných výpadech proti nepříteli s následným stáhnutím do bezpečí. Díky kontaktům s osmanskými Turky získal i střelné zbraně, mnoha tehdejším vládcům severní Indie nedostupné. Obratnými politickými a zejména vojenskými kroky dobyl Péšávar a Láhaur. V roce 1526 se vydal na svou pátou, nejvýznamnější vojenskou výpravu. 21. dubna téhož roku v bitvě u Pánípatu porazil na hlavu mnohem početnější vojska lódijského sultána Ibráhima Lódího; sám Ibráhim Lódí v boji zemřel a stal se tak posledním sultánem dillíského sultanátu. Tímto činem se Báburovi otevřela cesta do strategicky významného Dillí a dále na východ. Ještě roku 1526 se Bábur tohoto města zmocnil a spolu s ním i Ágry, kterou učinil hlavním městem nově vznikající říše. Již roku 1527 se proti Báburově vojsku postavil jeden z nejsilnějších vladařů tehdejší střední Indie Rána Sánga, vládce Čittauru, který si chtěl podmanit a konsolidovat rádžpútské oblasti. V krvavé bitvě u Síkrí nakonec Rán Sángova armáda podlehla. Následujícího roku se Bábur vypořádal s afghánskými kmeny na západě. Bábur zemřel v relativně mladém věku 48 let v roce 1530. Své si patrně vyžádala nadměrná konzumace alkoholu a hašiše. Bábur po sobě zanechal rozsáhlé básnické dílo a především své Paměti.

#### Humájún

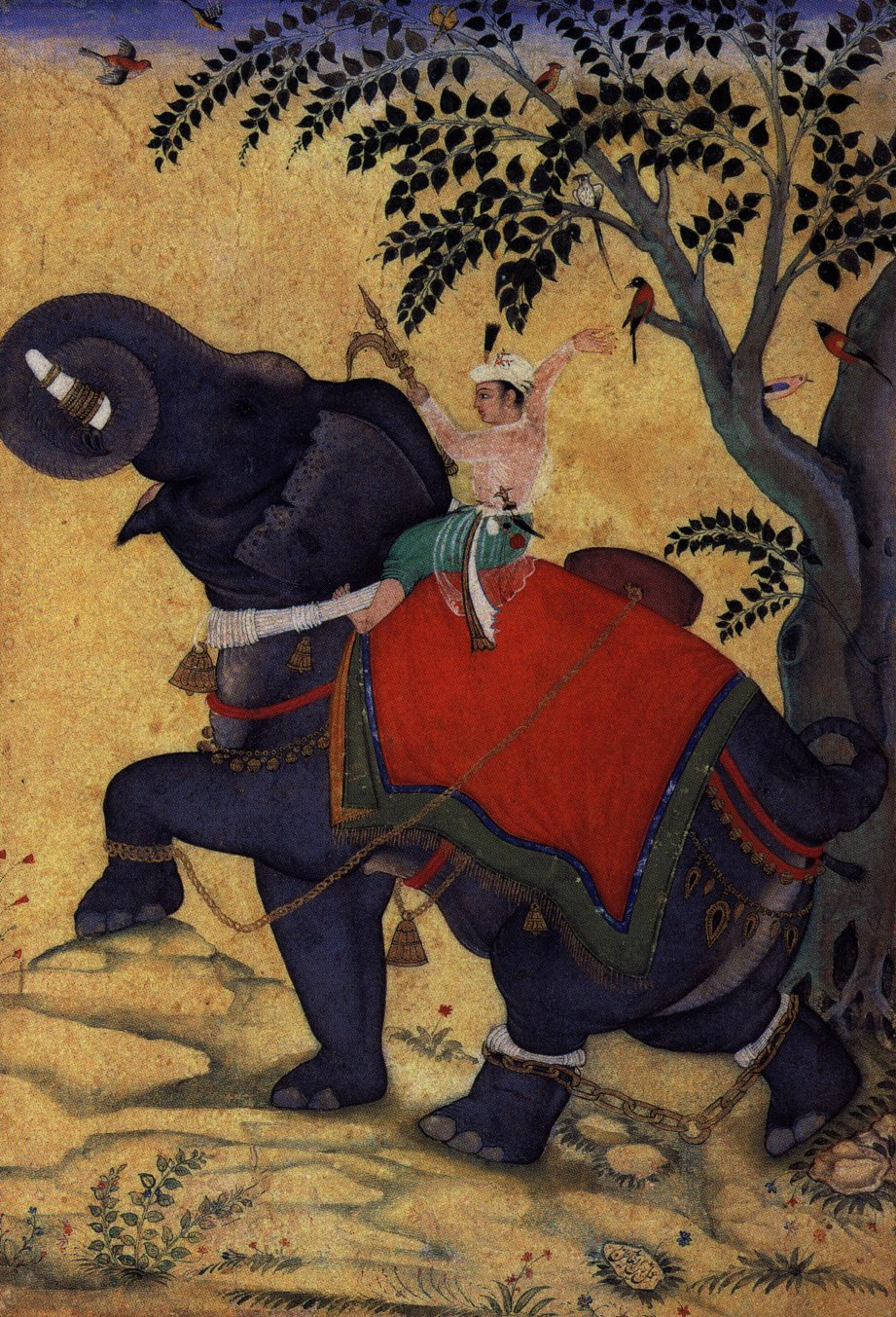
Akbar na válečném slonu (miniatura z let 1609–10)

Po Báburově smrti stanul v čele mughalské dynastie jeho syn Humájún. Po svém otci zdědil vládu nad mughalským panstvím, jeho tři bratři dostali mandát spravovat Kábul, Kandahár a Paňdžáb. I když jim Bábur přikázal, aby byli Humájúnovi podřízeni, pokusili se docílit samostatnosti. Jako největší Humájúnův protivník se však ukázal vrchní předák bengálských a bihárských Afghánců Šér Chán Súr. Ten vytáhl se svým vojskem proti Humájúnovi, který nebyl schopen protivníkovi čelit. Humájún se svým vojskem utrpěl dvě drtivé porážky (1539 u Čausy a 1540 u Kanaudže) a byl nucen uprchnout do Sindhu, kde se potuloval podobně, jako kdysi jeho otec v afghánské poušti. V roce 1542, kdy pobýval na dvoře rány Virsála v Umarkótu, se Humájúnovi narodil syn Akbar. Roku 1543 se Humájún pokusil vypravit do Kandaháru, avšak byl svým bratrem zahnán do Íránu, zatímco Akbar byl nucen zůstat v Kandaháru u svého strýce.
V následujících letech se Humájún snažil získat vojenskou podporu perského šáha Tahmáspa, zatímco oblasti, které bývaly jeho otce, schopně ovládal Šér Chán. Tomu se podařilo v krátkém čase prosadit řadu reforem, které však nestihl zcela dovršit, protože už v roce 1545 zemřel. Jeho syn Islám Šáh Súr na jeho dílo navázal a navíc podnikl dobyvačné výpravy do Kašmíru a Bengálska, jeho smrt v roce 1553 však znamenala politické rozvrácení celé oblasti. Politické nestability dokázal obratně využít Humájún, který v roce 1553 dobyl Kábul a o dva roky později i Kandahár. Roku 1555 porazil posledního súrského panovníka Sikandara Šáha a v červenci téhož roku slavnostně vstoupil do Dillí a záhy na to i do Ágry. Roku 1556 Humájún zemřel po pádu ze schodů a do čela mughalské dynastie se postavil třináctiletý Akbar.

#### Akbarova teritoriální expanze
Akbar, později zvaný Veliký, byl korunován 14. února 1556 v Kalánauru. Protože mu bylo teprve 13 let, faktické vlády se chopil regent Bajram Chán. Jen několik měsíců po Akbarově korunovaci musela mughalská dynastie čelit vpádu Hémúa, schopného ministra pocházejícím z bengálského dvora Ádila Šáha Súra, nástupce Isláma Šáha. Hémúova armáda se střetla s mughalskou armádou 5. listopadu 1565, a to opět u Pánípatu. Když byl ale Hémú zasažen šípem, jeho armáda se rozutekla a Mughalové slavili vítězství. Sikandar Šáh, nástupce Ádil Šáh Súra, padlého v boji roku 1557, raději před Mughaly kapituloval.
Akbar začal fakticky vládnout v roce 1560 ve svých 18 letech. Započal s rozsáhlými politickými i náboženskými reformami. Jeho tolerantní postoje k různým náboženským tradicím vyvrcholily pokusem o vytvoření nového synkretického náboženství díne iláhí. Nový císař si byl dobře vědom, že rozdrobená rádžpútská knížectví v oblasti Gudžarátu představují silné protivníky a zároveň potenciálně velice cenné spojence. Pokud si Akbar chtěl tato knížectví podrobit, byla zapotřebí spíše obratná politika než vojenská moc. Akbar proto nejdříve pomocí uplácení a sňatkové politiky uzavřel s povolnými rádžpútskými státy a státečky spojenectví, a pak si s podporou jejich vojsk začal podrobovat ostatní rádžpútské státy, které se vzmohly na odpor.
Pro Mughaly bylo klíčové podmanění Méváru, který byl branou do celého Gudžarátu a dále na jih do Dakšinu. Mévárská vojska se však nedokázala postavit Mughalům v otevřeném boji, proto se uchýlila do těžko dobytné pevnosti v Čittauru. Obléhání Čittauru Mughaly trvalo 4 měsíce, kdy dal Akbar vykopat dlouhé podkopy až k hradbám pevnosti, kam se měly umístit nálože střelného prachu, a zároveň nechal postavit kryté průchody k branám. Po dílčích neúspěších byl Čittaur dobyt 23. února 1568. Obyvatelé pevnosti hromadně páchali džauhar, rážpútský válečný zvyk spočívající v sebeupálení žen a malých dětí; ostatní byli zmasakrováni. V roce 1569 si Akbar podmanil Ranthambhór i Káliňdžar. Tím si podrobil všechny rádžpútské státy, což se žádnému jinému muslimskému panovníkovi dosud nepodařilo. Po konsolidaci Rádžpútány začal Akbar vojenské tažení na Gudžarát, který si podmanil již roku 1573. V dalších letech dobyl Bengálsko, v osmdesátých letech připojil Kašmír, v letech devadesátých začlenil do mughalského panství Sindh, Urísu i Balúčistán. Všechna tato území si Akbar podmanil nejen silou, ale i obratnými politickými kroky, sňatky s princeznami protivníků a vysokými úplatky.
Koncem 90. let Akbar vyslal svá vojska na jih, aby zpacifikovala dakšinské sultanáty. Roku 1599 si Mughalové podmanili Ahmadnagar, o dva roky později dobyli pevnost Asírgarh. Když Akbar v roce 1605 zemřel, strategicky důležité sultanáty Dakšinu Bídžápur a Gólkonda zůstávaly mimo mughalský vliv.

### Vrcholné období Mughalů

#### Džahángír

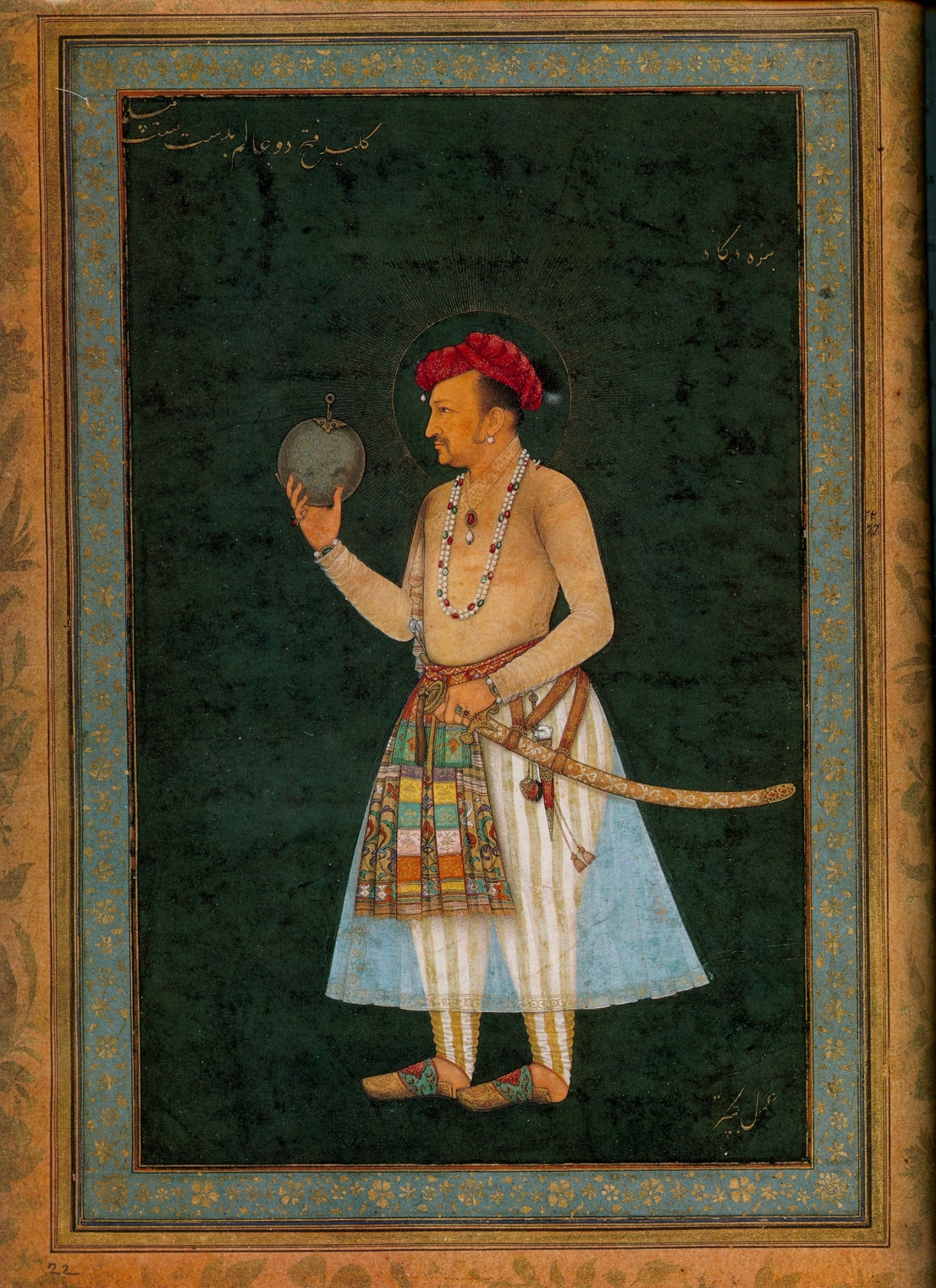
Džahángír třímající glóbus (1614–1618, Indie)

Po Akbarově smrti nastoupil na trůn jeho syn Salím, který přijal jméno Náruddín Muhammad Džahángír. Brzy po korunovaci se proti jeho vládě vzepřel jeho syn Chusrau, který se spolčil s pátým sikhským guruem Ardžunem a začal s otevřeným vojenským odporem proti Džahángírovi. Džahangír však Chusraova vojska porazil, Chusraua oslepil a Ardžunua nechal uvěznit v Láhauru, kde guru zemřel na následky mučení. Tím si Džahángír způsobil trvalé nepřátelství sikhů, kteří od té doby aktivně vystupovali proti Mughalům. Džahángír nebyl u svých poddaných a dvořanů příliš oblíben, otevřené neposlušnosti se však dokázal obratně vyhýbat štědrými finančními dary a platy. Zdaleka nebyl tak silnou osobností jako jeho otec a i on byl vášnivý pijan. Klíčová událost v Džahángírově životě nastala v roce 1611, kdy potkal Mihrunisu (později známou jako Núr Džanáh), dceru perského přistěhovalce. Vzhledem k tomu, že byla vdaná, Džahángír nechal jejího manžela popravit, poté s Mihrunisou se oženil a zcela jí propadl. Núr Džanáh si časem vydobyla výsostné postavení v mughalské dynastii a její vliv byl mnohdy větší než panovníkův, zvláště po roce 1621, kdy už byl Džahángír vážně nemocen.
Džahángír za své vlády usiloval o další rozšiřování mughalského panství, přestože nebyl příliš dobrý vojevůdce a vojskům osobně nevelel. I když vojenská výprava do Ásámu skončila nezdarem, úspěch Mughalové slavili v Paňdžábu (1615 dobyli pevnost Kángra) a v Kašmíru (1622 podrobením Kišváru). Mughalská armáda se několikrát střetla i s Portugalci, kteří přepadávali mughalské obchodní lodě ve snaze převzít kontrolu nad námořním obchodem mezi Indií a Evropou. To podnítilo mughalský dvůr k podpoře obchodníků z ostatních evropských národů, aby tak omezovali vliv a dominantní postavení Portugalska. V této době tak začínají první vážnější kontakty mezi Mughaly a Evropany, na jejichž konci stálo faktické podmanění mughalské říše Brity. Z Evropanů pobývajících v této době na císařském dvoře lze zmínit hlavně Williama Hawkinse a sira Thomase Roea, kteří zde strávil několik let vyjednáváním potřebných povolení pro obchodování britských obchodních společností.

#### Šáhdžahán

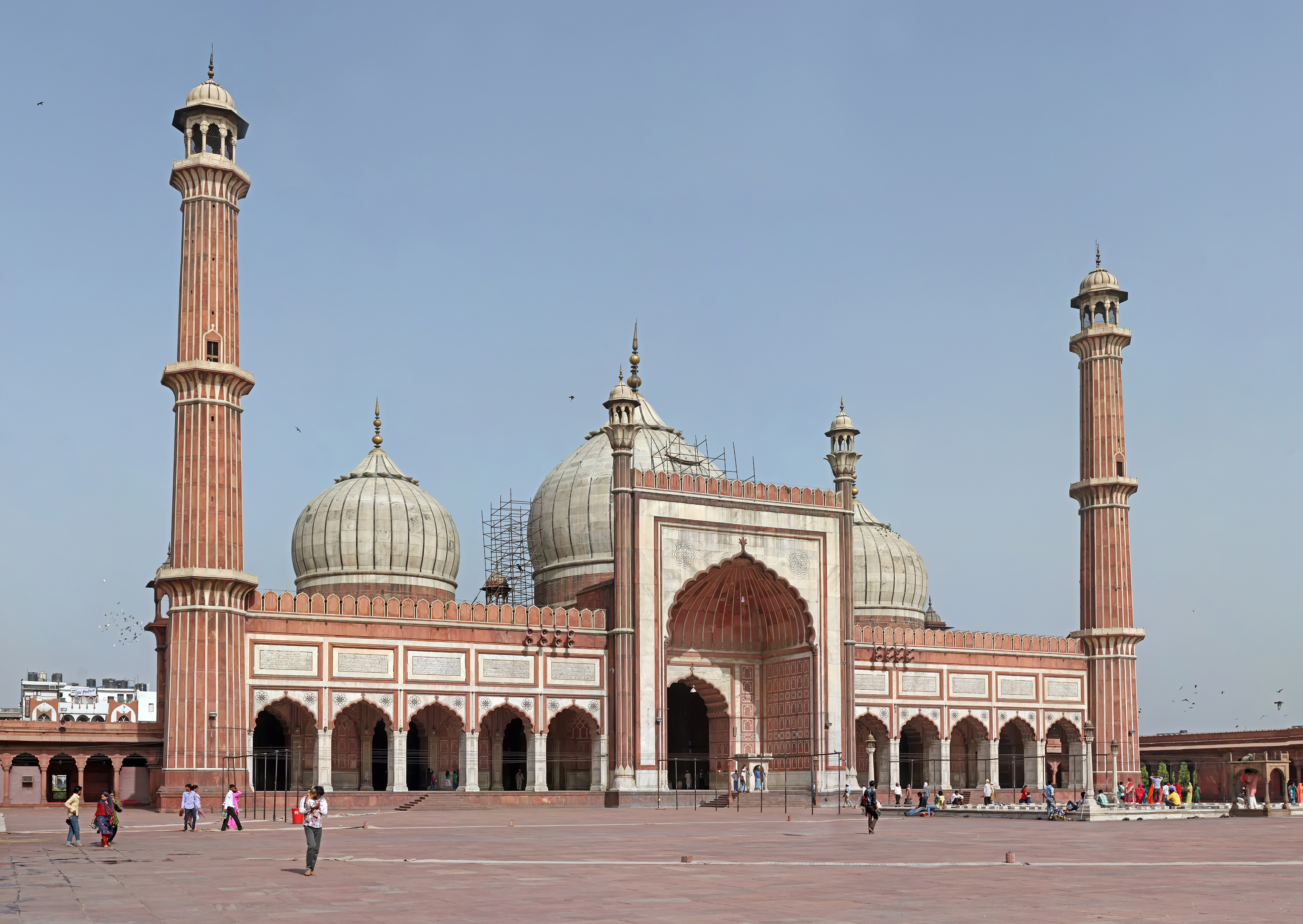
Mešita Džáma masdžid v dillíském Šáhdžahanabádu, kterou nechal postavit císař Šáhdžahán

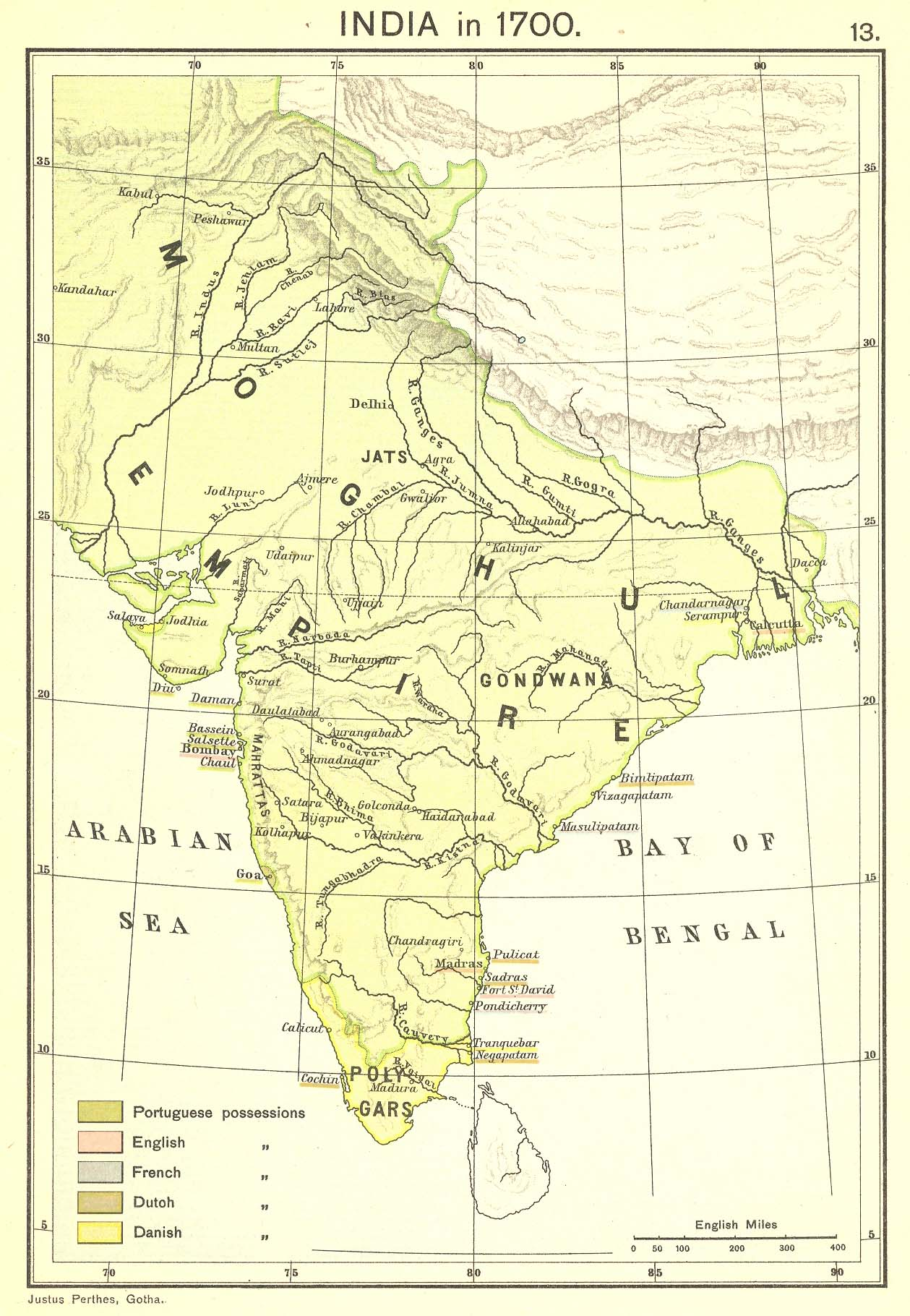
Říše během svého zenitu, kdy se rozprostírala od Afghánistánu po jižní Indii, cca 1700

Džahángír zemřel v roce 1627 a dědic trůnu Šáhdžahán se nejdříve musel vypořádat se svým nevlastním bratrem Šáhrijárem a dalšími rivaly z okruhu Núr Džanáh. Šáhdžahánovi přitom výrazně pomohl jeho tchán Ásaf Chán, který Šáhrijára otrávil a ostatní rebely potlačil. Jejich pacifikací však rebelie proti Šáhdžahánovi zdaleka nekončily; roku 1631 svedl vítěznou bitvu se samozvancem Chán Džahán Lódíem, v letech 1629 a 1635 mughalská vojska zasahovala proti vzpouře rádžpútského rádži Džúdžhara Sinha. V roce 1635 přitom mughalské armádě velel budoucí následník mughalského trůnu mladičký Aurangzéb, který se už tehdy, ve svých sedmnácti letech, ukázal jako razantní a krutý vojevůdce. Když v roce 1631 zemřela Šáhdžahánova oblíbená manželka Mumtáz Mahal, císař nechal na její počest zbudovat monumentální mauzoleum Tádž Mahal.
Další vojenské výboje Šáhdžahán směřoval k jihu do oblasti Dakšinu, kde se nacházely sultanáty hlásící se z velké části k ší'itskému islámu, což sunnitským Mughalům nebylo příliš po chuti. Jako první Mughalové dobyli Ahmadnagar, který se koncem 30. let ocitl ve stavu hospodářské nestability a politické krize. Díky obratné taktice tak Mughalové relativně snadno získali kontrolu nad obrovským územím a rovnováha sil na Indickém subkontinentu se výrazně naklonila ve prospěch Mughalů. Sultáni Bídžápuru a Gólkondy mughalské moci proto raději ustoupili a nechali své říše začlenit do mughalského impéria „dobrovolně“.
Správou nad Bídžápurem a Gólkondou byl pověřen Aurangzéb. Jeho nulová náboženská tolerance vůči jakémukoliv jinému vyznání než ortodoxnímu islámu se ukázala být jako velký politický problém. Bořil hinduistické chrámy a násilím nutil obyvatele Dakšinu (ší'ity ani súfijce nevyjímaje), aby se přihlásili k ortodoxnímu islámskému učení, což vyvolalo u většiny obyvatel odpor. Šáhdžahán, ve snaze zamezit nestabilitě uvnitř mughalské říše kvůli náboženské intoleranci, Aurangzéba odvolal. Roku 1652 však Aurangzéb dobyl své pozice zpět a začal se v jižním Dakšinu osamostatňovat a posilovat své mocenské postavení; vojenskými výpravami si tentokrát plně podmanil Bídžápur i Gólkondu, dosud se těšící alespoň omezené samosprávě. Šáhdžahán nejvíce miloval svého prvorozeného syna Dáru Šikóha, jehož vychovával jako následníka. Dára Šikóh byl na rozdíl od Aurangzéba nábožensky tolerantní, zajímal se o filozofii a súfismus. Sepsal dokonce traktát Mísení dvou oceánů, v němž poukazuje na společné rysy hinduistické a súfijské filozofie a mystiky. Když v roce 1657 Šáhdžahán onemocněl, mezi jeho čtyřmi syny se rozpoutal bratrovražedný boj. Vyvrcholil bitvou u Sámúgarhu 29. května 1658, kde se střetla muslimská vojska Aurangzéba, podporované jeho bratrem Murádem Bachšem, s vojsky Dáry Šikóha, podporované rádžpútskými armádami. Aurangzéb, který byl daleko lepší vojevůdce, Dáru Šikóha porazil a zajal.

#### Aurangzéb
Z boje vyšel vítězně Aurangzéb, který nechal popravit své bratry Dáru Šikóhaa a Muráda Bachše, třetího bratra Šudžu vyhnal ze země a svého otce Šáhdžahána nechal uvěznit. Aurangzéb vešel ve známost jako krutý vládce, tyran a náboženský fanatik. S jeho příchodem na trůn skončila dlouhá doba náboženské tolerance Mughalů vůči ostatním náboženstvím. Kronikář Muhammad Hášim popisuje Arangzébovu krutost následovně:
| „                | Jednoho dne, když šel [Aurangzéb] k veřejné modlitbě do Velké mešity, ucpal veliký dav hinduistů cestu z paláce do mešity, aby se dožadovali úlevy. Penězoměnci a obchodníci látkami a kupci všeho druhu z Urdského bazaru nechali práce a obchodu a natlačili se do cesty. Ačkoli byly vydány rozkazy, aby uvolnili cestu, nemohl se císař dostat do mešity. [...] Nakonec byl vydán rozkaz, aby byli vyvedeni sloni a posláni proti davu. Mnozí byli ušlapáni k smrti pod nohama slonů a koní | “ |
| — Muhammad Hášim | |   |

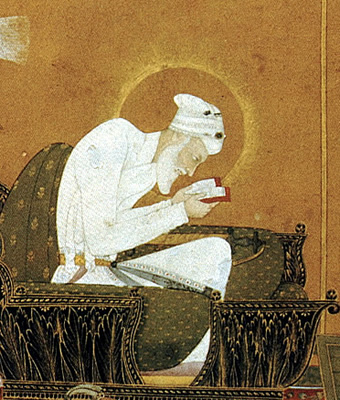
Aurangzéb v pokročilejším věku

Aurangzébovy dobyvačné výpravy a stále častější uplácení protivníků spotřebovávaly ohromné finanční i lidské zdroje, kterých se Mughalům brzy nedostávalo. Vysloužilí vojáci, na které stát uvaloval stále další poplatky, začali být nespokojeni se svou odměnou ve formě džagírů a požadovali raději hotovost. Státní úředníci to však vytrvale odmítali a tak džágírdárové po vzoru ostatních mughalských vojáků začali peníze získávat hlavně loupením a drancováním zemědělských usedlostí. Když stát na zemědělce navíc uvalil další daně, začali ze země hromadně odcházet. Následkem toho se začal v mnoha oblastech země šířit hladomor, kterému v letech 1702–1704 podlehlo okolo 2 milionů obyvatel.
Vzrůstající nespokojenost obyvatel mughalské říše byla kromě špatné ekonomické situace způsobena i snahami o násilnou islamizaci země. Aurangzéb totiž usiloval o vytvoření státu plně postaveného na islámské ortodoxii. Nesmiřitelná náboženská politika Aurangzéba vedla ke vzpouře rádžpútú, kteří byli dlouhou dobu jednou z klíčových opor mughalského impéria. Snad největším nebezpečím však byli pro Mughaly Maráthové, v jejichž čele stál Šivádží, Mughaly přezdívaný „horská krysa“. Šivádží plenil mughalská města a vytrvale unikal mughalské odplatě. Zemřel roku 1680 a dodnes je maráthskými nacionalistickými historiky oslavován jako hrdina a zakladatel maráthského státu.
Nebyli to však jen Maráthové, kteří se ve druhé polovině 17. století stavěli Mughalům na otevřený odpor. Hnáni různými motivy (náboženskými, nacionalistickými, politickými) začali proti Mughalům brojit Džátové, Afghánci, zmínění rádžpútové i zapřisáhlí nepřátelé Mughalů, sikhové. I když Aurangzéb disponoval v té době nejpočetnější armádou na Indickém subkontinentu, jen s vypětím všech sil se stačil vypořádávat se vzpourami na jihu a zároveň i severu země. Přes tyto nepříjemnosti dosáhla koncem 17. století mughalská říše největšího teritoriálního rozmachu.

### Nástupnické boje a úpadek říše

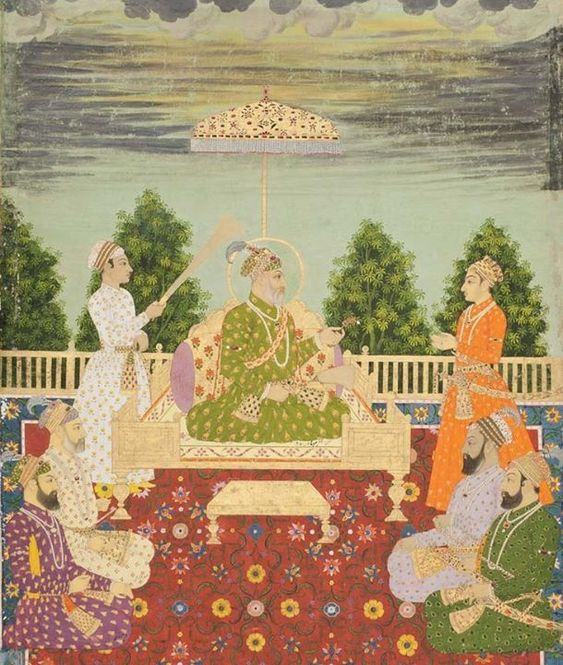
Bahádur Šáh I. se svými syny

Bratři Sajjidovci, vlevo Sajjid Alí Husain Chán, vpravo Abdulláh Chán.

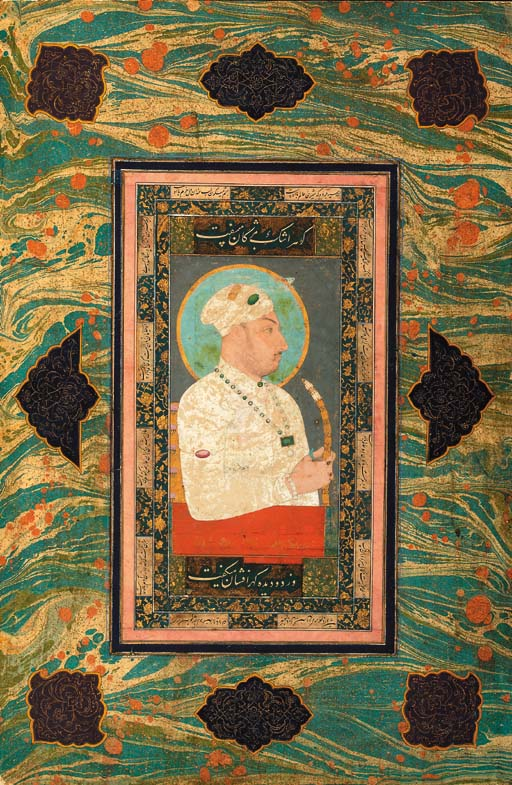
Muhammad Šáh (miniatura, kolem 1720–30)

Počátkem 18. století začal v mughalské říši sice postupný, zato trvalý proces decentralizace, nestability a kulturního a sociálního úpadku. Po Aurangzébově smrti v roce 1707 se boje o nástupnictví zúčastnili jeho tři synové Muazzam, Azam a Kám Bachš. Auragzéb preferoval prince Azama, kterého již za svého života ustanovil následníkem trůnu. Jeho starší bratr Muazzam se s tím ale odmítl smířit a krátce po Aurangzébově smrti, 20. června 1707, se vojska obou princů utkala u Džajau, v jedné z největších bitev indické historie, kde Azam padl. Vítězný Muazzam tím získal trůn a přijal jméno Bahádur Šáh. Protože nastoupil na trůn v poměrně pokročilém věku 64 let, panoval krátce (1707–1712). Jako vladař byl nerozhodný, avšak nábožensky tolerantnější než jeho otec a sympatizoval s ší'ity. Roku 1709 se ještě dokázal vypořádat s povstáním svého nejmladšího bratra Káma Bachše, a následně se mu dobytím sikhského centra Sirhindu alespoň na čas podařilo pacifikovat sikhy, v jejichž čele po smrti Góbindy stanul válečný vůdce Bánda. Nicméně sikhové, spojení s Džáty, vytvořili rozsáhlý protimughalský odboj a měli velkou zásluhu na stále pokračující nestabilitě mughalské moci. Bahádur Šáh zemřel náhle v únoru 1712 a zanechal po sobě čtyři syny, z jejichž boje vítězně vyšel Džahándár Šáh, podporován místokrálem Dakšinu a bývalým mughalským ministrem války Zulfikárem Chánem, který dlouhodobě usiloval o získání moci nad mughalským impériem. Zulfikár Chán zajistil Džahándárovi vítězství nad jeho bratrem Azímuššánem, který měl silnější armádu. Zulfikár Chán prince Azímuššána zajal a kuriózním způsobem odstranil, když ho nechal i se slonem, na němž jel, zahnat do tekutého písku. Zulfikár Chán se snažil o smířlivou politiku vůči Maráthům i rádžpútúm; jedna z prvních věcí, kterou podnikl, bylo opětovné zrušení daně z hlavy (džizja), kterou museli platit nemuslimové. Džahándár Šáh měl ovšem ze Zulfikár Chána strach, a proto tajně uzavíral dohody v jeho neprospěch, čímž v říši vyvolal politický chaos. 
Syn zavražděného Azímuššána, princ Farruchsijár, který spravoval Bengálsko, využil politické nestability v říši a koncem roku 1712 proti Džahándáru Šáhovi zosnoval povstání. Džahándárova a Farruchsijárova vojska se střetla 10. ledna 1713. Džahándárovi vojáci, morálně vyčerpaní a měsíce bez výplaty, nebyli s to čelit povstaleckému vojsku Farruchsijára, které podporovala bihárská i iláhábádská vojska. Džahándár byl poražen a přinucen uprchnout do Dillí. Zdánlivý úkryt našel u Zulfikárova otce Asad Chána, jenž však Džahándára i Zulfíkar Chána vydal do rukou Farruchsijára, který oba muže popravil.
Farruchsijár nastoupil na trůn v roce 1713. Jeho vláda byla poznamenána trvalými nesváry s vazírem Abdulláhem Chánem a jeho bratrem Sajjid Husain Alí Chánem, který na Farruchsijárově dvoře zastával post ministra války. Oba šlechtici, známí jako „bratři Sajjidovci“, totiž poskytli Farruchsijárovi hlavní vojenskou pomoc při útoku na Džahándára Šáha. Roku 1716 dosáhli „bratři Sajjidovci“ rozhodného vítězství nad sikhy, jejichž vůdce Bándu poté nechal Farruchsijár oslepit a brutálně zabít. Po likvidaci sikhů se však dopustil závažné chyby, když roku 1717  nařídil opětovné zavedení nechvalně proslulé daně z hlavy (džizja) pro nemuslimy. Bratři Sajjidovci s tímto krokem nesouhlasili a uzavřeli proti císaři spojenectví s rádžpúty. Císař se naopak opíral o nizáma Ásafa Džáha,jenž byl bratry Sajjidovci připraven o post místodržícího Dakšinu. Roku 1718 se císař neúspěšně pokusil odstranit Abdulláha Chána, následně přitáhl k Dillí Sajjid Husain Alí Chán s armádou podporovanou Maráthy a došlo ke konečnému zúčtování: Farruchsijár byl 28. února 1719 Sajjidovci zajat, oslepen a o měsíc později uškrcen ve vězení. 
Sajjidovci poté dosadili na trůn Farruchsijárova synovce, prince Rafíuddarádžatla, který však však zemřel již v červnu 1719, zřejmě na předávkování opiem.
Současně se v Ágře prohlásil císařem Rafíuddarádžatův strýc Nekusijár, zanedlouho však byl zajat Sajjidovci a uvržen do vězení, kde zemřel. Na trůn byl poté dosazen Rafíuddarádžatův nemocný bratr Rafíuddaulah, jenž přijal panovnické jméno Šáh Džahán II., ale 17. září zemřel buďto na plicní tuberkulózu nebo v důsledku abstinenčního syndromu, když mu bylo odepřeno opium.  
Za dalšího vládce mughalské říše byl vybrán osmnáctiletý princ Muhammad Šáh, vnuk Bahádura Šáha. Sajjidovci, kteří předpokládali, že mladý, nezkušený a bázlivý panovník bude jen další loutkou v jejich rukou, museli brzy čelit významnému protivníkovi – hajdarabádskému nizámu Ásafu Džáhovi I., bývalému místodržiteli Dakšinu. Ásafa Džáha o Dakšin kdysi připravili bratři Sajjidovci a nizám jen čekal na vhodný okamžik, aby se pomstil. Poté, co nizám nechal roku 1720 Husajna Alího zavraždit, rozhodl se Abdulláh Chán zaútočit na Dillí a dosadit na trůn vlastního kandidáta, prince Ibrahima, bratra zemřelých císařů Rafíuddarádžata a Šáhdžahána II. Následně došlo mezi sajjidovskými a nizámovými vojsky k bitvě, ve které byl Andulláh Chán zajat. O dva roky později byl na příkaz císaře Muhammada Šáha ve vězení otráven.

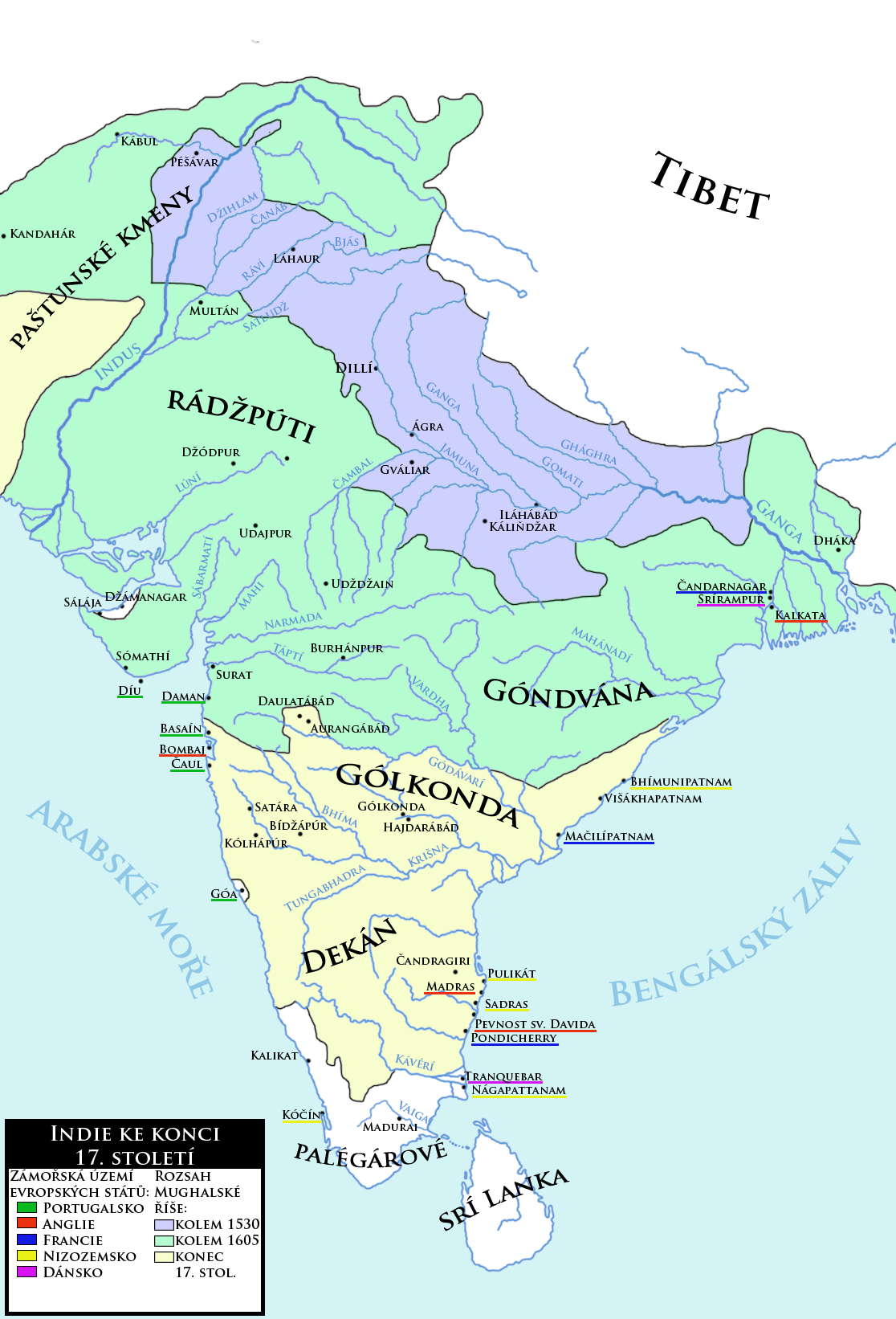
Mapa Mughalské říše v 17. století

Muhammad Šáh nedokázal využít prostor, který nastal po odstranění bratří Sajjidovců. Místo aby učinil nutná reformní, politická a vojenská opatření, se ještě více uzavřel na vlastním dvoře. Spíše než státnickým povinnostem se věnoval dvorním zábavám, jako byly kohoutí zápasy a taneční představení. Vydržování obrovské armády a nákladný život dvora si však žádaly stálý přísun financí, na což opět doplatili hlavně zemědělci. Ti kvůli zvyšování daní houfně odcházeli hospodařit do okolních států, čímž jen urychlili rozpad mughalské říše. Světlou stránkou tohoto stavu bylo, že dillíský dvůr se na chvíli opět stal významným střediskem indické kultury. Když se však mughalské moci beztrestně vzepřel nizám Ásaf Džáh, jeho příkladu rychle následovali další místodržitelé a vazalští panovníci, jako byli navábové z Bengálska, Avadhu či Bhópálu. Mughalská vláda ztrácela kontrolu nad děním v říši, z čehož těžili zejména Britové a vzmáhající se Maráthská říše, která rozšiřovala své panství od jižních oblastí Indie stále více na sever.

### Nájezdníci a rozpad říše

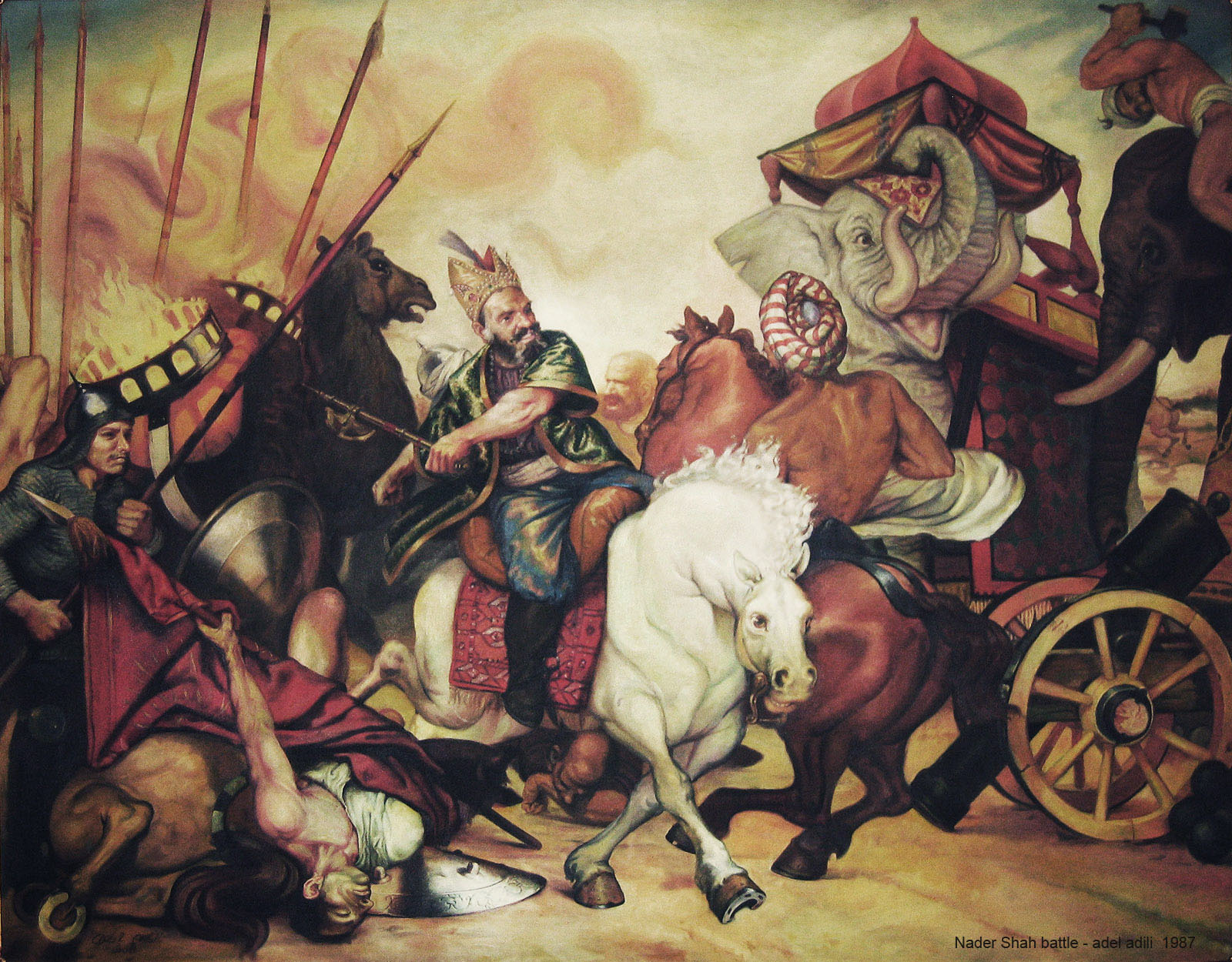
Bitva u Karnálu, kde došlo k porážce mughalských armád Nádir Šáhem

Kromě Maráthů na jihu museli Mughalové čelit dalšímu nepříteli, který se koncem 40. let objevil na severozápadě: byl jím Nádir Šáh, úspěšný a mimořádně krutý perský dobyvatel, jenž založil dynastii Afšárovců. Muhammad Šáh povolal ke svému dvoru do Dillí nizáma, aby pomohl stanovit taktiku boje proti Nádir Šáhovi. Jeho doporučení však byla většinou bojkotována ministrem války Chánem Dauránem a císař, nevěda si s nastalou situací rady, se raději osobně ujal velení mughalských vojsk, což se později ukázalo jako fatální rozhodnutí. Armáda Nádir Šáha se s několikanásobně početnějšími mughalskými vojsky střetla u Karnálu v blízkosti Dillí 13. února 1739. Mughalské vedení tehdy zcela selhalo a nebylo schopno účinně vzdorovat nepříteli. Nádir Šáh s přehledem zvítězil nad mughalskými vojsky a zmocnil se Dillí, kde jeho muži zmasakrovali kolem 110 tisíc obyvatel, město barbarsky vydrancovali a do základů pobořili. Nádir Šáhova kořist mimo jiné zahrnovala 700 milionů rupií, dále paví trůn, symbol mughalské moci, a vzácný diamant Kúhe núr. Muhammad Šáh se musel podřídit ponižujícím smlouvám, a přestože mu Nádir Šáh alespoň formálně navrátil moc, upadající Mughalská říše se už z této rány nikdy nevzpamatovala.
Oslabená říše byla nyní vystavena útokům nájezdníků ze severozápadu, které na sebe nenechaly dlouho čekat. Jeden z nástupců Nádir Šáha, afghánský vládce a zakladatel Durránské říše Ahmad Šáh Durrání, na Mughaly poprvé zaútočil roku 1748, kdy se jej ještě podařilo s velkým štěstím odrazit. Nedlouho po bitvě, 26. dubna 1748, zemřel Muhammad Šáh a na jeho místo nastoupil ve věku 23 let jeho nezkušený syn Ahmad Šáh Bahádur. Nedlouho po nástupu na trůn musel Ahmad Šáh čelit novým vpádům Durráního, kterému radši postoupil obrovské území Paňdžábu i Multánu, než aby se s ním střetl v otevřeném boji. Tragická vnitropolitická situace způsobila, že se Ahmad Šáh zabýval spíše bojem s vlastní aristokracií, než s vnějšími nepřáteli, jimiž se nyní stali především Martáhové, kteří se zmocnili rozsáhlých oblastí ve střední Indii od Gudžarátu až po Urísu. V roce 1754 se císař osobně postavil Maráthům v bitvě u Sikandarbádu, byl však poražen a nucen uprchnout do Dillí. Situace využil vazír Imádulmulk, který Ahmada Šáha sesadil a nechal oslepit; na trůn pak dosadil prince Álamgíra, jednoho ze synů císaře Džahándára.
Císař Álamgír II. zůstal zcela pod vlivem svého bezohledného vazíra Imáduddína. Jejich společný pokus o znovudobytí Paňdžábu skončil roku 1756 odplatou Ahmada Šáha Durráního; se svými afghánskými jezdci opět vyplenil Dillí a nechal zmasakrovat hinduistické poutníky v Mathuře. Imádulmulk proti němu uzavřel spojenectví s Maráthy, jimž k císařově nelibosti postoupil další mughalská území na jihu a západě říše. Když roku 1759 přitáhli Maráthové k Dillí a s vazírovým svolením ho začali plenit, postavil se Alámgír II. proti Imádulmulkovi, ale krátce nato jím byl 29. listopadu 1759 zavražděn. Císařův syn Alí Gauhar, jemuž hrozil stejný osud, uprchl z Dillí do Bengálska. Imáduddín dosadil na trůn jednoho z Alámgírových synovců, který přijal jméno Šáhdžahán III. Princ Alí Gauhar zatím s pomocí bengálského a awadhského navába vytvořil armádu, s níž v září 1760 vypudil Imáduddína a jeho maráthské spojence z Dillí. Následně pak 10. října sám nastoupil na trůn pod jménem Šáh Álam II. Všeobecného chaosu využil Ahmad Šáh Durrání k dalšímu vpádu do Mughalské říše. Oslabená mughalská armáda musela opět uzavřít spojenectví s Maráthy, aby mohla útoku čelit. Přesto však byla v následné bitvě, v pořadí třetí u osudného Pánípatu, 14. ledna 1761 Afghánci poražena a zmasakrována. Ahmad Šáh Durrání nicméně potvrdil nároky Šáha Álama II. na mughalský trůn a následně se z Indie stáhl. 

#### Pod dohledem Britů

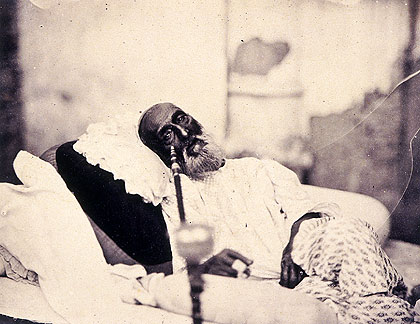
Jediná známá fotografie Bahádur Šáha II., posledního mughalského císaře, zde v britském zajetí (1858)

Šáh Álam II. se zpočátku projevil jako rozhodný a poměrně schopný panovník. Pokusil se o zvrat v mocenském uspořádání Indie ve prospěch Mughalů, avšak decentralizovaná a vnitřně zcela rozvrácená říše se už nedokázala svým nepřátelům postavit. Jeho ambiciózní pokus vypudit Brity z Biháru a Bengálska v roce 1764 skončil porážkou, jíž císařskému vojsku v bitvě u Buxaru uštědřil generál Hector Munro. Smlouvou z Illáhábádu byl císař následně přinucen postoupit Východoindické společnosti právo na výběr daní v Bengálsku a Biháru. Sám Šáh Álam II. byl poté přinucen zůstal šest let pod dohledem Britů v Illáhabádu. Do Dillí se císař vrátil s podporou Maráthů v roce 1772. Jeho pozice však zůstala dlouhou nepřítomností silně oslabena. Roku 1788 byl císař zajat a oslepen samozvancem Ghulamem Kádirem, na trůn se mohl vrátit až po dvou měsících, kdy jej osvobodil maráthský vojevůdce Mahádádží Šindé. Ghulam Kádir byl popraven a Šáh Álam II. se stal de facto vazalem Maráthské říše. Od roku 1803 byl vzat pod ochranu Britů, kteří tak de facto převzali kontrolu nad zbytky mughalského panství. Šáh Alámův syn Akbar II. (vládl 1806–1837) strávil svou třicetiletou panovnickou kariéru jako penzionář Východoindické společnosti.
Poslední mughalský císař Bahádur Šáh II. nastoupil na trůn v roce 1837. Podobně jako jeho předchůdce byl už zcela pod vlivem Britů a jeho vláda se omezovala pouze na město Dillí. Vzhledem k tomu, že nedisponoval faktickou mocí, se spíše než státnickým záležitostem věnoval poezii, kaligrafii a hudbě. V letech 1857–1858, v průběhu velkého indického povstání, byl rebelujícími lidovými hnutími formálně postaven do čela odporu. Sipáhiové se s Bahádur Šáhem II. opevnili v Červené pevnosti v Dillí, kterou však Britové obklíčili a brzy dobyli. Povstalci byli krutě potrestáni, Bahádur Šáh zajat a jeho potomci zastřeleni. Tím nastal definitivní konec mughalské říše. Poslední mughalský vládce byl poslán do vyhnanství a usídlil se v barmském Yankounu, kde zemřel v roce 1862.

## Ekonomika a správa

### Správa státu

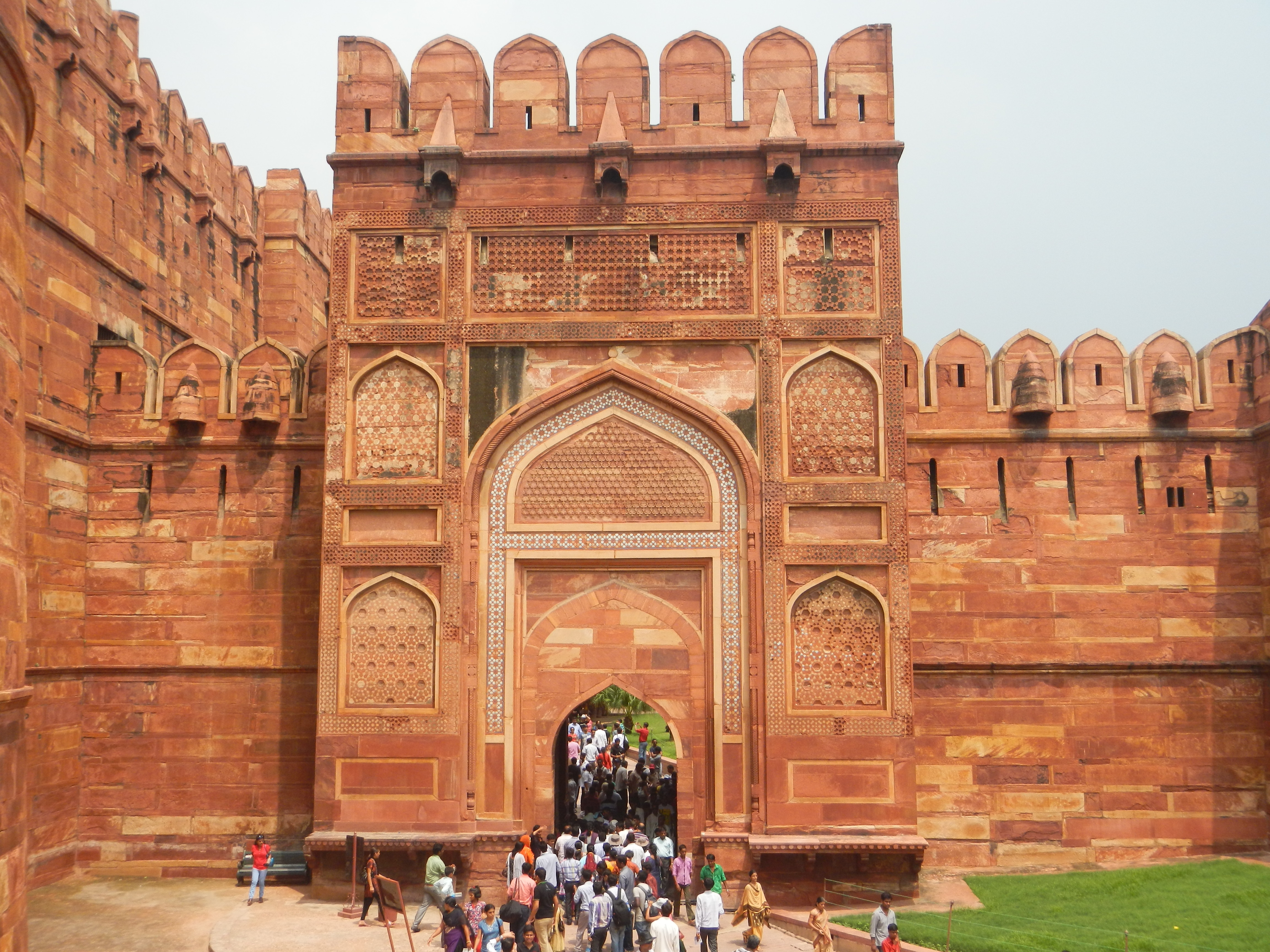
Vchod do pevnosti v Ágře; Ágra po dlouhou dobu byla hlavním městem mughalské říše

Tak velká a kulturně rozmanitá země, jakou byla mughalská říše, si pro spravování země vyžadovala rozsáhlý úřednický aparát. Jelikož Mughalové pocházeli z kulturně odlišných tradic než Indové, byl mughalský správní systém syntézou arabsko-perských a indických způsobů vedení správy země. V počátcích mughalského panství byl správní systém říše převzat od dillíského sultanátu prakticky v nezměněné podobě. Bábur ani Humájún neměli příliš času na to, aby se věnovali novému uspořádání říše či správním reformám. První hlubší reformy v říši proto provedl až Šér Chán Súr, jehož správní systém z větší části převzali i Mughalové. Šér Chán Súr ustanovil za nejnižší správní jednotku parganu (něco na způsob evropského újezdu). V jejím čele stál ámil, jenž zároveň zastával funkci výběrčího daní. Každý pargan měl ještě pokladníka a policejního strážníka (čaukídár). Několik pargan tvořilo okres (sarkár) a okresy se sdružovaly do provincií (súba) v čele s místodržícím (guvernérem; súbédár), jehož dosazoval panovník.
Šér Chán Súr ustanovil několik ministerstev, jejichž úkolem bylo řídit jednotlivé obory státní správy. Jednalo se o ministerstvo diplomacie, armády, panovnických výnosů a archivu, spravedlnosti, pošty a špionáže a správy panovnického dvora. Mughalové tento systém později přejali v poněkud obměněné podobě. Ministři byli jmenováni císařem. V čele klíčového ministerstva financí stál díván, nejvýznamnější ministři byli titulování termínem vazír. V čele mughalské říše stál císař, který měl rozhodující slovo ve všech oblastech řízení státu. Následníkem trůnu se mohl stát pouze příslušník císařského rodu.
Správní reformy proběhly hlavně za třetího císaře Akbara. Kromě náboženské reformy se císař zaměřil na kontrolu událostí každodenního života. Jeho úředníci dohlíželi na svatební obřady (snažili se zamezit svatbám, k nimž nedala nevěsta souhlas, sňatkům dětí apod.) i prostituci (všechny prostitutky byly prohlíženy lékařem a v rámci každého města měly vymezený prostor působnosti). Akbarův nejvýznamnější přínos však byl v oblasti reforem daňové správy, konkrétně v rozdělení půdy v říši. Byly ustanoveny dvě formy vlastnictví půdy: džagír a chálísa. Zatímco termínem chálísa byla označována čistě státní půda, džagír byl zapůjčen jako odměna (viz platové systémy). Zvláštnímu postavení se těšili zamíndárové, tedy šlechtici, kteří půdu vlastnit mohli. Na pořádek v říši dohlížela policie, rozdělená na městskou (kótvál), okresní (faudžár) a vesnickou (čaukídár).

### Finance

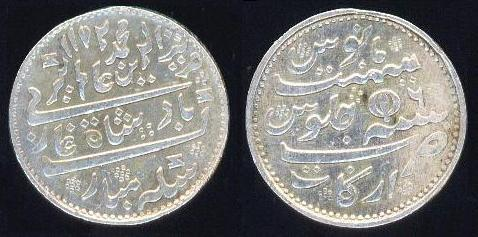
Mince ražené za vlády císaře Alamgira II.

Ve správě a ekonomice státu byla na prvním místě kontrola financí, které plynuly hlavně ze zemědělství. Daně rolníků činily jednu třetinu úrody, kterou rolníci odváděli nejdříve v naturální, později v peněžní formě. Císař Šáhdžahán později tento stav upravil na jednu polovinu, což výrazné zhoršilo životní úroveň rolnictva.
Zpočátku se ukázala jako velký problém dlouho zavedená praxe, že místodržící jednotlivých oblastí i vyšší státní úředníci nakládali s vybranými daněmi dle libosti. Spravované oblasti totiž často považovali za vlastní. Reformami císaře Akbar se však místodržící a vůbec všichni úředníci stávali zaměstnanci státu, tzn. lidmi s konkrétními úkoly a povinnostmi. V čele finančního úřadu stál díván.
V mughalské říši obíhaly tři hlavní druhy mincí: zlatý muhr, stříbrná rupie a měděný dám. Směnný kurz těchto mincí byl určován aktuálním kurzem kovů, ze kterých byly vyrobeny; vlastní mince si ve státní mincovně totiž mohl razit každý, kdo těmito kovy disponoval. Pro ty nejmenší transakce se v některých částech Indie používaly kaurí (tzn. lastury drobného mořského plže Cypraea moneta) nebo nejedlé mandle z Persie. Hodnota těchto směnných prostředků však byla velice nízká, obyčejně se několik tisíc takovýchto drobných platidel směňovalo za jednu rupii. Poměrně běžné byly směnky (hundí), jejichž vystavování zprostředkovávali sarráfové, „penězoměnci“.
I když se lichva neslučuje s Koránem, v mughalské říši bylo velmi rozšířeno. Vysoké částky si od poskytovatelů úvěru, kteří pocházeli hlavně z kastovní vrstvy banijů, půjčovali jak nejvyšší státní úředníci, tak zemědělci, kteří potřebovali finance hlavně v době, kdy bylo třeba včas zasít. Banijové svými půjčkami pomáhali k oběhu peněz mezi nejnižšími vrstvami obyvatel a státní pokladnou. Úroky půjček se pohybovaly kolem jednoho a čtvrt procenta měsíčně.

### Platové systémy
V zemi platil princip odměn zvaných džagír. Džagíry byly v podstatě úděly, které však svým majitelům nesloužily jako základny moci, ale byly spíše formou odměny za poskytované služby (zejména vojenské, případně i jiné). Džagíry byly zásadně nedědičné a jejich držiteli byli většinou vojáci (mansabdáři), kteří se živili výhradně z výnosu těchto půd. Ve druhé polovině 16. století byl učiněn zásadní krok v budování jednotného systému platového a mocenského hodnocení. Tehdy byly zavedeny mansaby, hodnostní stupnice udávající výši platu jeho držitele a zároveň počet členů vojenské jízdy a zvířat pro armádu, které musel daný člověk vydržovat. Mansab byl od konce 16. století vyjadřován dvěma čísly, kdy první udávalo výši platu dále odvozovaného z tabulek a druhé počet vydržovaných jezdců (např. 300 / 200).

### Obchod
Již v době zrodu mughalské říše začali Mughalové s čilým obchodem. Po dobytí Gudžarátu získali přístup k moři, avšak narazili tam na Portugalce, kteří viděli v mughalských obchodních lodích konkurenci. I když Mughalové vlastnili obchodní lodě, neměli válečné loďstvo. Portugalci se snažili zabránit indickým kupcům v obchodování, což mělo za následek mughalskou podporu ostatních evropských národů. Na větší odpor se mughalští úředníci však nezmohli; spokojili se vybíráním daní z obchodu, které plynuly od každého obchodníka bez rozdílu. Trvalé snahy Portugalců o omezení námořního obchodu Mughalů měly za následek obnovení a opětovný rozkvět karavanních stezek do Kašmíru, Persie i dalších končin. Mimo tyto země mughalští kupci obchodovali i s africkými státy (hlavně skrze přístavy v Rudém moři), s Cejlonem či např. s Molukami.
Jednou z nejobchodovanějších komodit byly látky a textilie, které se dovážely z Persie a Číny a putovaly i dále do Evropy. K vývozním komoditám mughalské říše patřilo hlavně indigo a koření (hlavně pepř). Zatímco Evropa byla na dostatku některých komodit závislá, mughalská říše byla soběstačná a z Evropy proto do mughalské říše mířilo hlavně luxusní zboží jako byly šperky apod. Úpadek portugalského impéria na Indickém subkontinentu na přelomu 16. a 17. století vydláždil cestu k mezikontinentálnímu obchodu dalším evropským národům, zejména Nizozemcům (Nizozemská Východoindická společnost), Britům (Britská Východoindická společnost) a Francouzům (Francouzská Východoindická společnost).

### Hlavní město

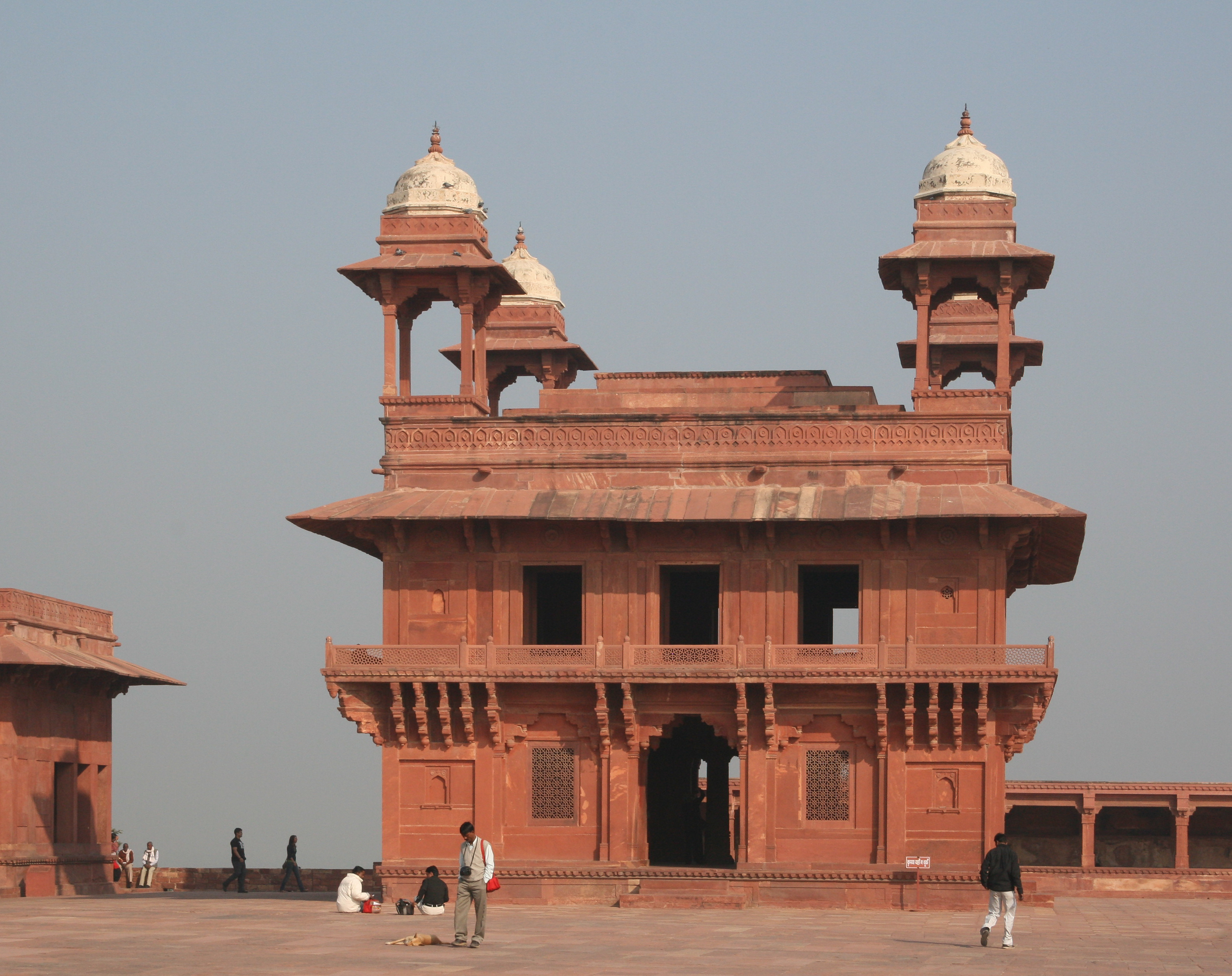
Fatehpur Síkrí

Veškerá moc se v říši soustředila do rukou panovníka a jeho dvoru, takže hlavní město bylo i přirozeným mocenským a politickým centrem země. Hlavním městem mughalské říše byla z počátku Ágra, kterou Bábur vydobyl od Lódiů. Akbar však začal počátkem 70. let 16. století s výstavbou nového hlavního města Fatehpur Síkrí v Uttarpradéši, odkud se chystal vládnout. Město se však ukázalo jako nevhodné z toho důvodu, že bylo příliš daleko od severozápadních hranic říše, odkud hrozilo největší nebezpečí útoku, významnou roli hrál i nedostatek vody. Akbar se proto i se dvorem usídlil v Láhauru. Akbarův syn Salím (pozdější císař Džahángír) na krátký čas prosadil za hlavní město Iláhábád, odkud nějakou dobu podnikal vojenské výboje. Císař Šáhdžahán,který dal postavit některé z nejvýznamnějších mughalských staveb, nechal po smrti své milované manželky vystavět Šáhdžahanabád (součást Dillí) a Červenou pevnost, kam i s mughalským dvorem přesídlil roku 1648. Šáhdžahanabád se stal symbolem mughalského majestátu a byl hlavním městem Mughalů až do konce mughalské dynastie.
| „                                                    | Po smrti své milované královny zvolil Šáhdžahán v Hindustánu město Dillí, aby tam vybudoval nové město jako své hlavní, a tím zvěčnil svou památku, ježto podnebí tohoto místa bylo zdravé. Použil zřícenin starého Dillí a Tughlakábádu k vybudování tohoto nového Dillí, jemuž dal jméno Šahádžahánábád, to jest město vybudované Šáhdžanáhem. | “ |
| — Niccolao Manucci, Storia de Mogor, or, Mogul India | |   |

### Literatura a umění

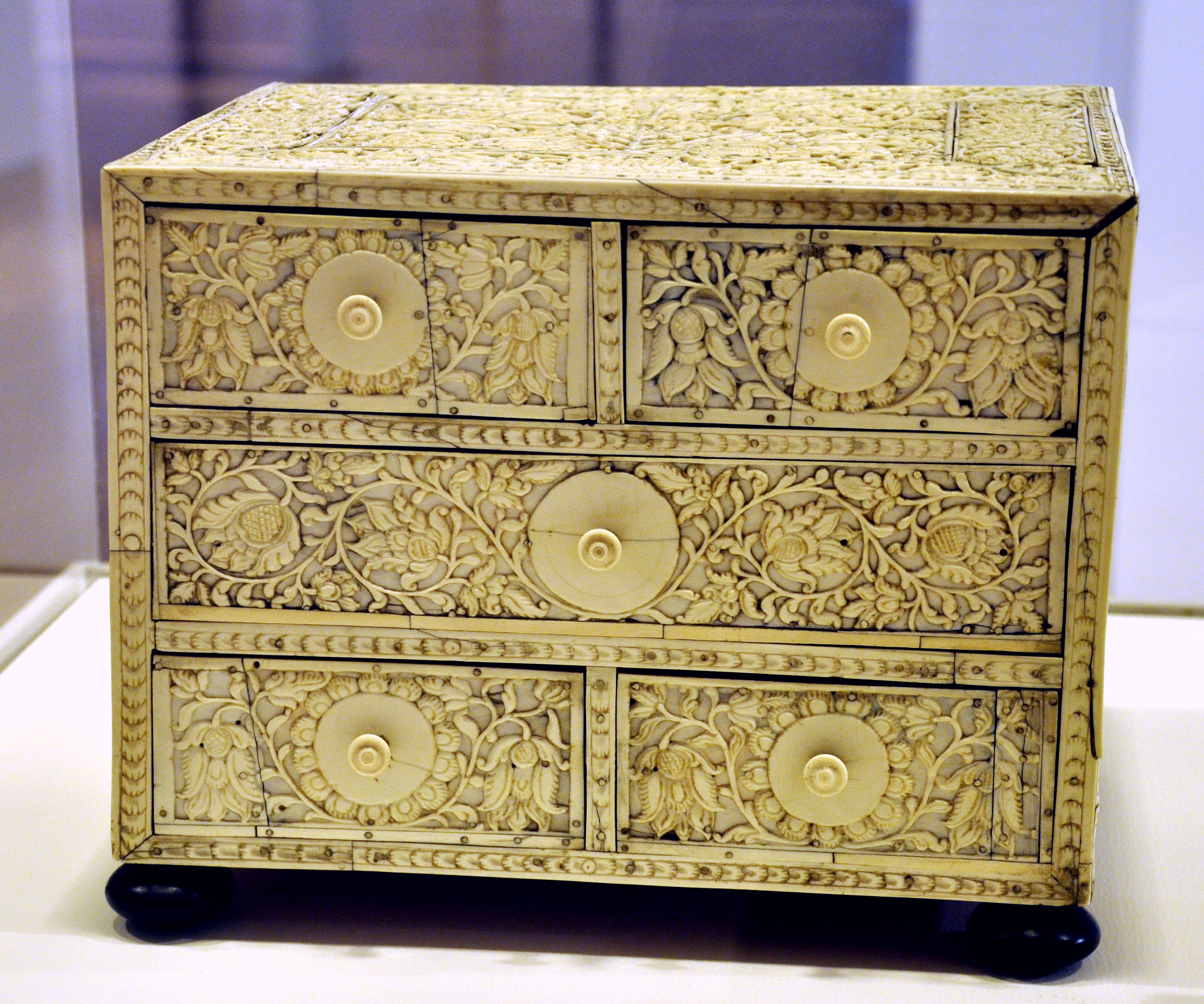
Slonovinová šperkovnice z počátku 18. století

### Architektura

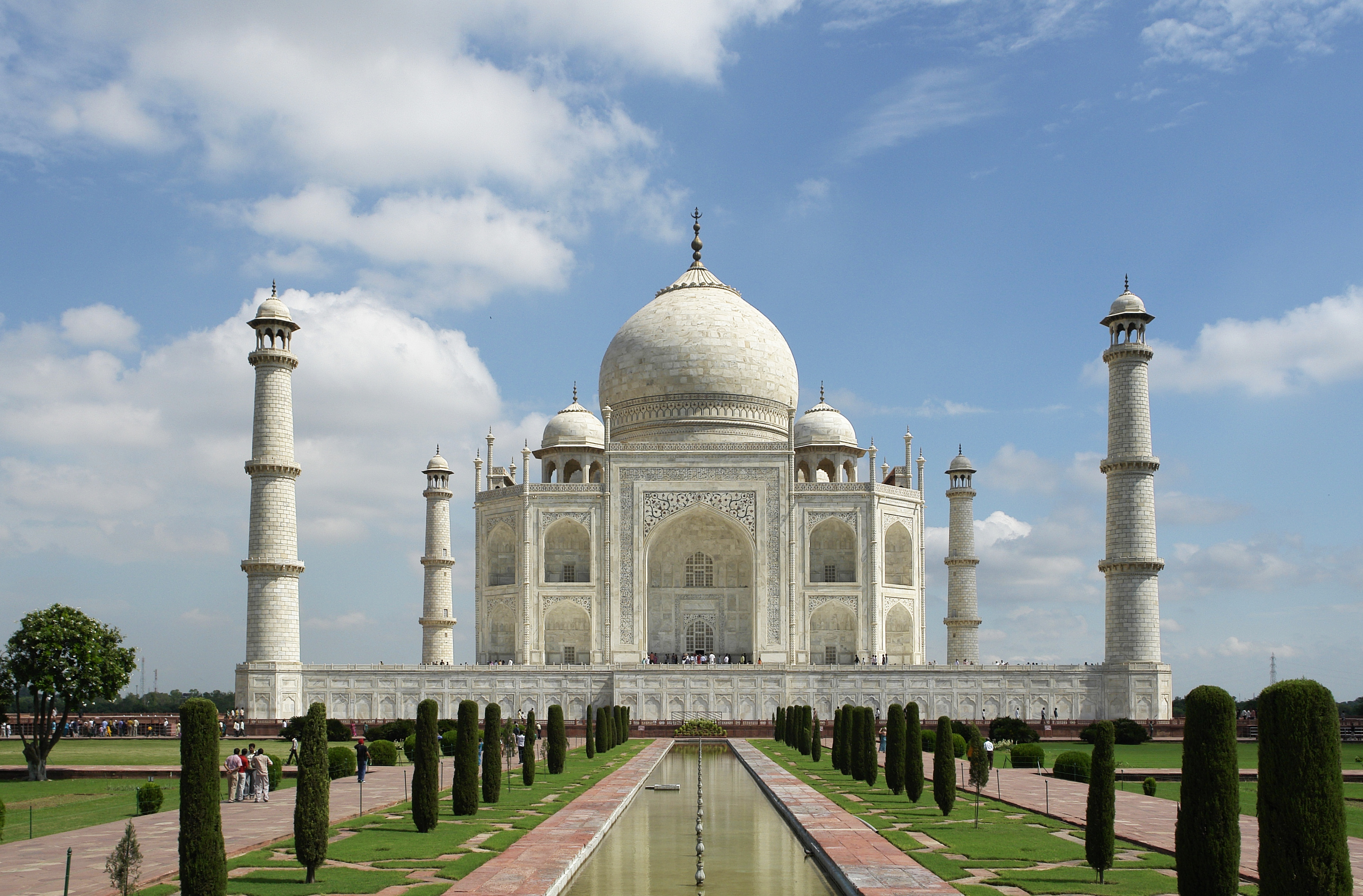
Tádž Mahal, perla mughalské architektury

### Náboženství

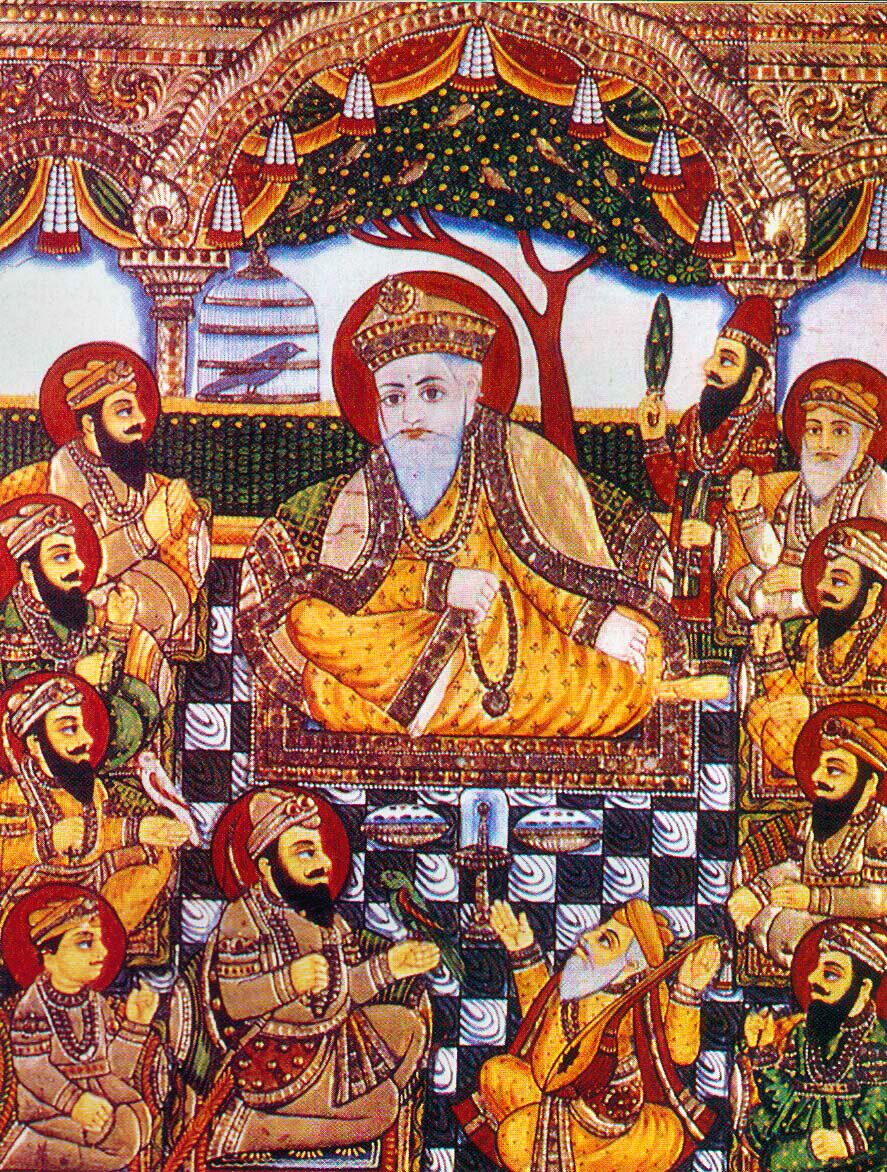
Guru Nának (uprostřed) a další sikhští guruové (19. století)

## Galerie

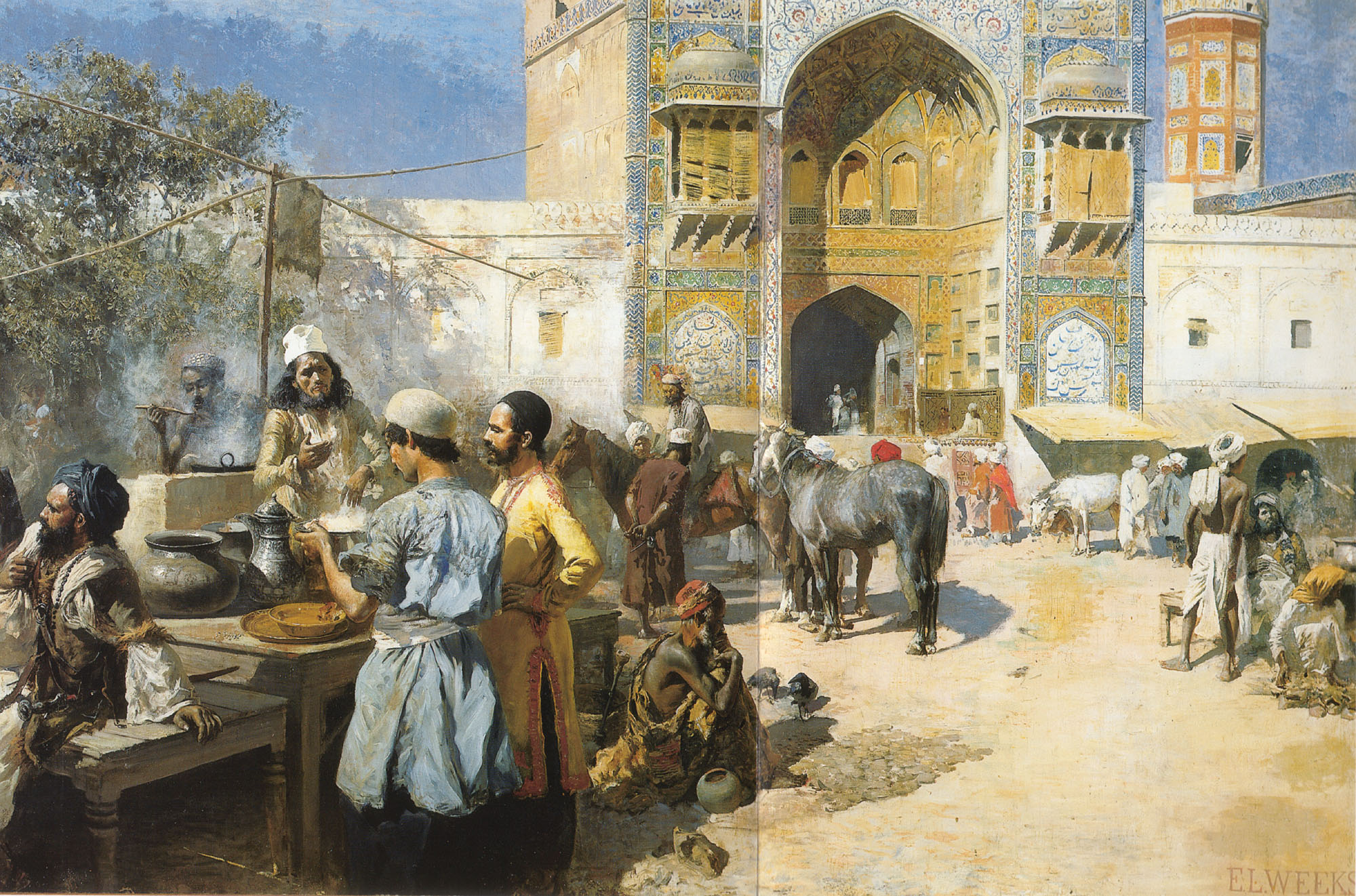
Bazar u mešity v Láhauru
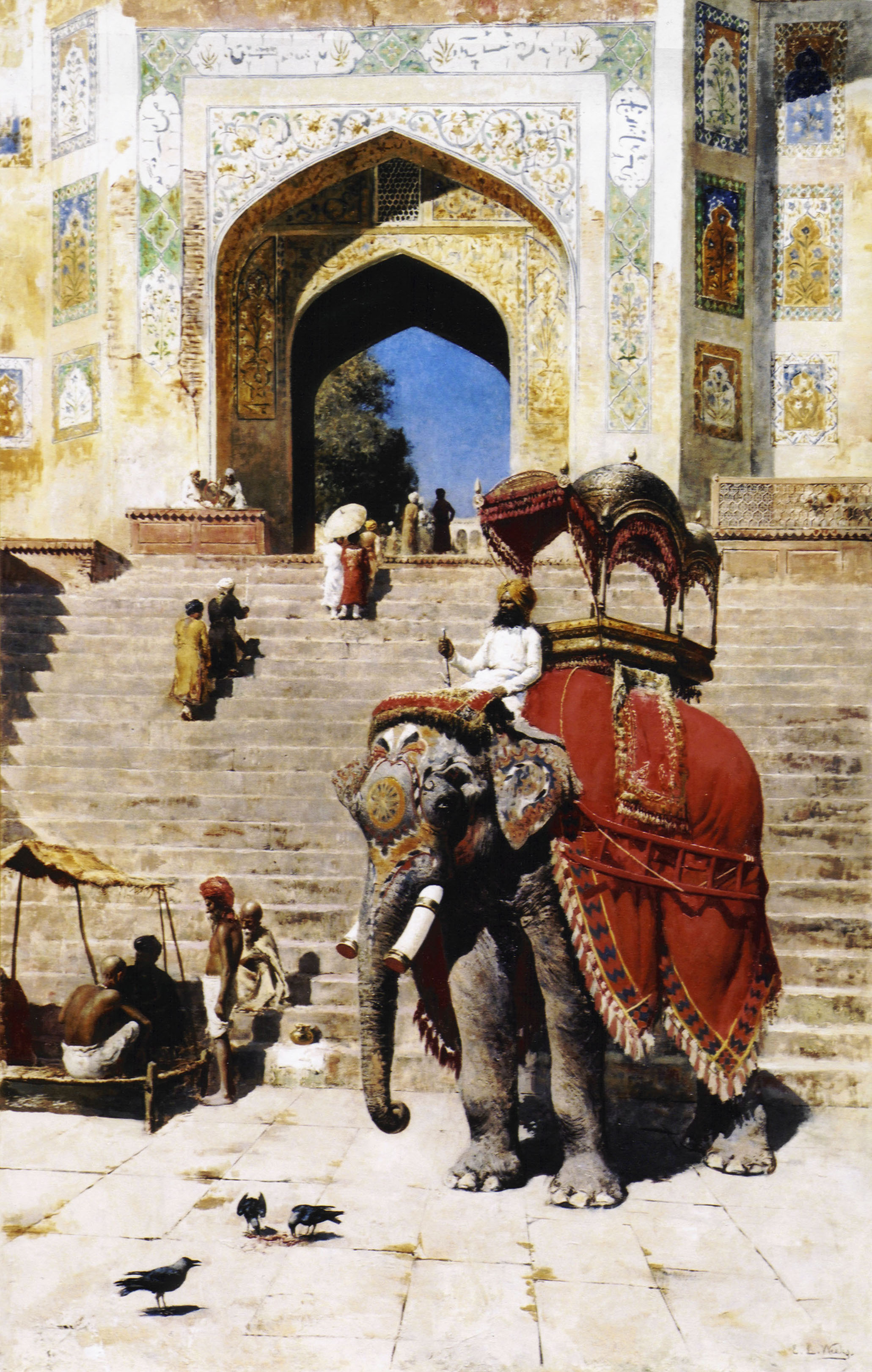
Mughalský válečný slon střežící bránu velké mešity, Mathura
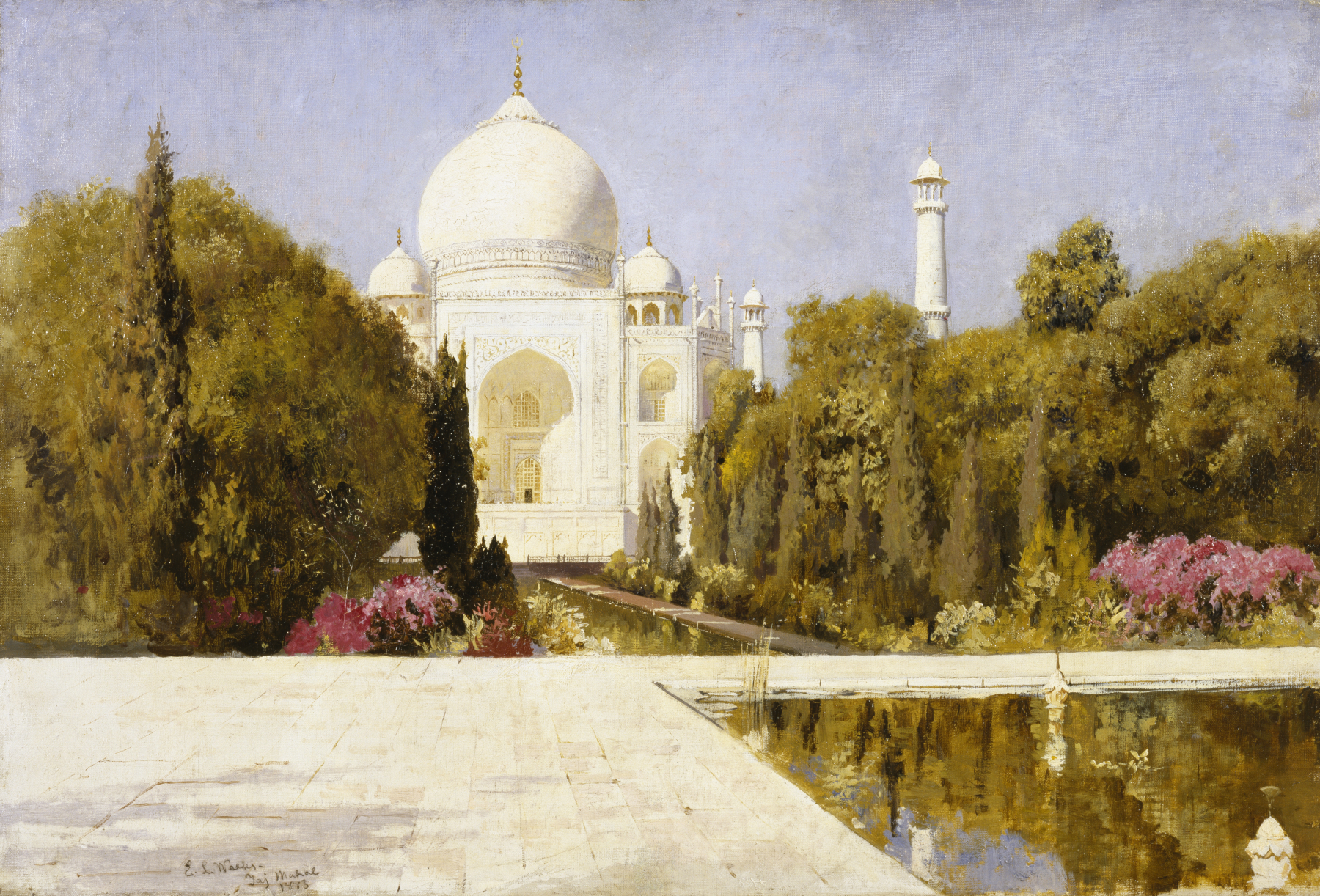
Vyobrazení Tádž Mahalu
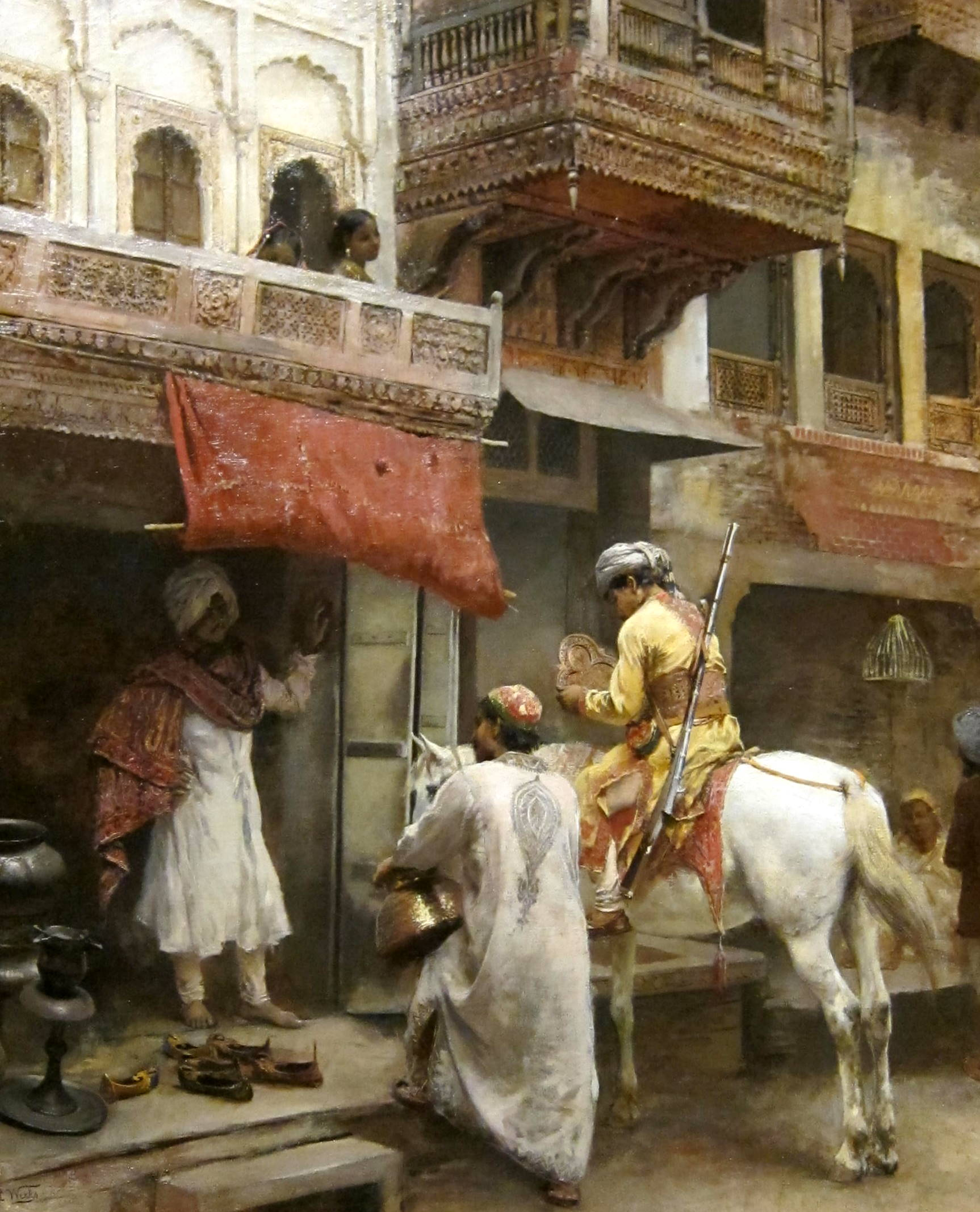
Mughalské jednotky nakupují měděné náčiní v bazaru

## Kultura a umění